# Bissau-Guinea a 2024. évi nyári olimpiai játékokon
Bissau-Guinea a franciaországi Párizsban megrendezett 2024. évi nyári olimpiai játékok egyik részt vevő nemzete volt. Az országot az olimpián 5 sportágban 6 sportoló képviselte, akik érmet nem szereztek.

## Atlétika
Férfi
| Versenyző   | Versenyszám | Selejtező | Selejtező | Selejtező | Előfutam | Előfutam | Előfutam | Elődöntő | Elődöntő | Elődöntő | Döntő   | Döntő    |
| Versenyző   | Versenyszám | Idő       | Hely.     | Össz.     | Idő      | Hely.    | Össz.    | Idő      | Hely.    | Össz.    | Idő     | Helyezés |
| ----------- | ----------- | --------- | --------- | --------- | -------- | -------- | -------- | -------- | -------- | -------- | ------- | -------- |
| Seco Camara | 100 m       | 10,76     | 5.        | 26.*      | kiesett  | kiesett  | kiesett  | kiesett  | kiesett  | kiesett  | kiesett | kiesett  |

* - három másik versenyzővel azonos eredményt ért el

## Birkózás
Férfi
Szabadfogású
| Versenyző            | Versenyszám | Selejtező         | Nyolcaddöntő                       | Negyeddöntő       | Elődöntő          | Vigaszág első kör | Vigaszág elődöntő | Bronz- mérkőzés   | Döntő             | Helyezés |
| Versenyző            | Versenyszám | Ellenfél Eredmény | Ellenfél Eredmény                  | Ellenfél Eredmény | Ellenfél Eredmény | Ellenfél Eredmény | Ellenfél Eredmény | Ellenfél Eredmény | Ellenfél Eredmény | Helyezés |
| -------------------- | ----------- | ----------------- | ---------------------------------- | ----------------- | ----------------- | ----------------- | ----------------- | ----------------- | ----------------- | -------- |
| Diamantino Iuna Fafé | 57 kg       |                   | Zelimkhan Abakarov (ALB) · 6–7     | kiesett           | kiesett           | kiesett           | kiesett           | kiesett           | kiesett           | 9.       |
| Bacar Ndum           | 74 kg       | erőnyerő          | Junesz Emamicsogádzsi (IRI) · 0–10 | kiesett           | kiesett           | kiesett           | kiesett           | kiesett           | kiesett           | 15.      |

## Cselgáncs
Férfi
| Versenyző    | Versenyszám | 32-es főtábla                       | Nyolcaddöntő      | Negyeddöntő       | Elődöntő          | Vigaszág elődöntő | Bronz- mérkőzés   | Döntő             | Helyezés |
| Versenyző    | Versenyszám | Ellenfél Eredmény                   | Ellenfél Eredmény | Ellenfél Eredmény | Ellenfél Eredmény | Ellenfél Eredmény | Ellenfél Eredmény | Ellenfél Eredmény | Helyezés |
| ------------ | ----------- | ----------------------------------- | ----------------- | ----------------- | ----------------- | ----------------- | ----------------- | ----------------- | -------- |
| Bubacar Mane | Nehézsúly   | Mbagnick Ndiaye (SEN) · 00(3)–10(2) | kiesett           | kiesett           | kiesett           | kiesett           | kiesett           | kiesett           | 17.      |

## Taekwondo
Férfi
| Versenyző    | Versenyszám | Selejtező         | Nyolcaddöntő                | Negyeddöntő       | Elődöntő          | Vigaszág elődöntő | Bronz- mérkőzés   | Döntő             | Helyezés |
| Versenyző    | Versenyszám | Ellenfél Eredmény | Ellenfél Eredmény           | Ellenfél Eredmény | Ellenfél Eredmény | Ellenfél Eredmény | Ellenfél Eredmény | Ellenfél Eredmény | Helyezés |
| ------------ | ----------- | ----------------- | --------------------------- | ----------------- | ----------------- | ----------------- | ----------------- | ----------------- | -------- |
| Paivou Gomis | Nehézsúly   | erőnyerő          | Carlos Sansores (MEX) · 0–2 | kiesett           | kiesett           | kiesett           | kiesett           | kiesett           | 11.      |

## Úszás
Férfi
| Versenyző    | Versenyszám | Előfutam | Előfutam | Előfutam | Elődöntő | Elődöntő | Elődöntő | Döntő   | Döntő    |
| Versenyző    | Versenyszám | Idő      | Hely.    | Össz.    | Idő      | Hely.    | Össz.    | Idő     | Helyezés |
| ------------ | ----------- | -------- | -------- | -------- | -------- | -------- | -------- | ------- | -------- |
| Pedro Rogery | 50 m gyors  | 28,34    | 1.       | 66.      | kiesett  | kiesett  | kiesett  | kiesett | kiesett  |